# ニック・フランクリン
ニコラス・エドワード・"ニック"・フランクリン（Nicholas Edward "Nick" Franklin, 1991年3月2日 - ）は、アメリカ合衆国フロリダ州セミノール郡サンフォード出身のプロ野球選手（内野手、外野手）。右投両打。北米独立リーグ・アメリカン・アソシエーションのスーシティ・エクスプローラーズ所属。

## 経歴

### プロ入り前
高校時代はフロリダ州オーランドのオーランド・センチネル誌が選ぶ「ベースボール・プレイヤー・オブ・イヤー」に選ばれ、メジャーリーグのスカウトたちはフランクリンを「スイッチヒッターのマイケル・ヤング」と評した。

### プロ入りとマリナーズ時代
2009年のMLBドラフト1巡目（全体27位）でシアトル・マリナーズから指名を受け、8月15日に入団。ルーキー級アリゾナリーグ・マリナーズやA-級エバレット・アクアソックスに所属した。
2010年はA級クリントン・ランバーキングスに所属した。9月6日からはAA級ウエストテン・ダイヤモンドジャックスへ昇格した。
2011年はA+級ハイデザート・マーベリックスに降格。6月23日にAA級ジャクソン・ジェネラルズへ昇格した。
2012年はAA級ジャクソンでプレー後、6月21日にAAA級タコマ・レイニアーズへ昇格した。
2013年はAAA級タコマで開幕を迎えた。5月27日にメジャー初昇格を果たし、同日のサンディエゴ・パドレス戦に途中出場でデビューした（結果は四球）。メジャー1年目は102試合に出場。シーズン通じて低打率（最終的には.225）で、出場試合数を超える113三振を喫したが、二塁打20本・12本塁打を放った。
2014年2月20日にマリナーズと1年契約に合意した。3月28日にAAA級タコマへ異動した。

### レイズ時代
2014年7月31日にデトロイト・タイガース、マリナーズ間の三角トレードで、タンパベイ・レイズへ移籍した。レイズに移籍するまでは17試合の出場で打率.128・21三振だった。2年連続でメジャーで本塁打を記録したが、合計では28試合で打率.160に留まった。
2015年は44試合に出場して3本塁打を放ったが、不振からの脱却はならず打率.158・37三振だった。守備では、三塁手以外の内野の各ポジションを少しずつ守った。また、投手としてもマウンドに登ったが、1.0イニングで2失点を喫して防御率18.00だった。
2016年は、ユーティリティープレイヤーとして起用され、60試合に出場。打撃面では好調を維持し、自己ベストの打率.270・6本塁打・26打点・6盗塁という成績を残した。
2017年4月1日にDFAとなった。

### ブルワーズ時代
2017年4月5日にウェイバー公示を経てミルウォーキー・ブルワーズへ移籍した。6月27日にDFAとなった。

### エンゼルス時代
2017年6月30日に後日発表選手とのトレードで、ロサンゼルス・エンゼルスへ移籍した。7月29日にDFAとなり、31日に40人枠を外れる形で傘下のAAA級ソルトレイク・ビーズへ配属された。オフの11月6日にFAとなった。

### ブルワーズ復帰
2018年2月15日にブルワーズとマイナー契約を結び、スプリングトレーニングに招待選手として参加することになった。開幕は傘下のAA級ビロクシ・シャッカーズで迎え、5月8日にメジャー契約を結んでアクティブ・ロースター入りした。同日のクリーブランド・インディアンス戦にて「6番・二塁手」で先発出場したが、4回裏の第2打席で一塁を駆け抜けた際に脚を痛めて途中交代すると、翌9日に故障者リスト入りした。その後は9月1日に40人枠外、10月15日にFAとなった。

### パイレーツ傘下時代
2019年2月6日にピッツバーグ・パイレーツとマイナー契約を結び、スプリングトレーニングに招待選手として参加することになった。シーズンでは開幕から傘下のAAA級インディアナポリス・インディアンスでプレーしていたが、6月28日に自由契約となった。

### エンゼルス傘下時代
2019年7月5日にエンゼルスとマイナー契約を結び、AAA級ソルトレイクへ配属された。11月4日にFAとなった。

### 独立リーグ時代
2021年4月28日、独立リーグ・アメリカン・アソシエーションのカンザスシティ・モナークスと契約した。8月28日にトレードでスーシティ・エクスプローラーズに移籍した。

## 詳細情報

### 年度別打撃成績
| 年 度    | 球 団    | 試 合 | 打 席 | 打 数 | 得 点 | 安 打 | 二 塁 打 | 三 塁 打 | 本 塁 打 | 塁 打 | 打 点 | 盗 塁 | 盗 塁 死 | 犠 打 | 犠 飛 | 四 球 | 敬 遠 | 死 球 | 三 振 | 併 殺 打 | 打 率 | 出 塁 率 | 長 打 率 | O P S |
| -------- | -------- | ----- | ----- | ----- | ----- | ----- | -------- | -------- | -------- | ----- | ----- | ----- | -------- | ----- | ----- | ----- | ----- | ----- | ----- | -------- | ----- | -------- | -------- | ----- |
| 2013     | SEA      | 102   | 412   | 369   | 38    | 83    | 20       | 1        | 12       | 141   | 45    | 6     | 1        | 0     | 1     | 42    | 1     | 0     | 113   | 2        | .225  | .303     | .382     | .685  |
| 2014     | SEA      | 17    | 52    | 47    | 3     | 6     | 0        | 1        | 0        | 8     | 2     | 1     | 0        | 0     | 1     | 3     | 0     | 1     | 21    | 0        | .128  | .192     | .170     | .363  |
| 2014     | TB       | 11    | 38    | 34    | 4     | 7     | 2        | 0        | 1        | 12    | 4     | 1     | 0        | 0     | 1     | 3     | 0     | 0     | 11    | 2        | .206  | .263     | .353     | .616  |
| '14計    | TB       | 28    | 90    | 81    | 7     | 13    | 2        | 1        | 1        | 20    | 6     | 2     | 0        | 0     | 2     | 6     | 0     | 1     | 32    | 2        | .160  | .222     | .247     | .469  |
| 2015     | TB       | 44    | 109   | 101   | 11    | 16    | 4        | 1        | 3        | 31    | 7     | 1     | 0        | 1     | 0     | 7     | 0     | 0     | 37    | 2        | .158  | .213     | .307     | .520  |
| 2016     | TB       | 60    | 191   | 174   | 18    | 47    | 10       | 1        | 6        | 77    | 26    | 6     | 1        | 2     | 0     | 12    | 1     | 3     | 42    | 1        | .270  | .328     | .443     | .771  |
| 2017     | MIL      | 53    | 89    | 82    | 7     | 16    | 2        | 1        | 2        | 26    | 10    | 2     | 0        | 0     | 0     | 5     | 0     | 2     | 19    | 1        | .195  | .258     | .317     | .576  |
| 2017     | LAA      | 13    | 30    | 24    | 2     | 3     | 1        | 0        | 0        | 4     | 2     | 0     | 0        | 0     | 0     | 5     | 0     | 1     | 3     | 0        | .125  | .300     | .167     | .467  |
| '17計    | LAA      | 66    | 119   | 106   | 9     | 19    | 3        | 1        | 2        | 30    | 12    | 2     | 0        | 0     | 0     | 10    | 0     | 3     | 22    | 1        | .179  | .269     | .283     | .552  |
| 2018     | MIL      | 1     | 2     | 2     | 0     | 0     | 0        | 0        | 0        | 0     | 0     | 0     | 0        | 0     | 0     | 0     | 0     | 0     | 0     | 0        | .000  | .000     | .000     | .000  |
| MLB：6年 | MLB：6年 | 301   | 923   | 833   | 83    | 178   | 39       | 5        | 24       | 299   | 96    | 17    | 2        | 3     | 3     | 77    | 2     | 7     | 246   | 8        | .214  | .285     | .359     | .644  |

- 2018年度シーズン終了時

### 背番号
- 20（2013年）
- 6（2014年 - 同年途中）
- 2（2014年途中 - 2017年途中、2018年）
- 13（2017年途中 - 同年終了）